# 群馬県専修学校一覧
群馬県専修学校一覧（ぐんまけんせんしゅうがっこういちらん）は、群馬県の専修学校の一覧。

## 公立専修学校

### 高崎市
- 群馬県立農林大学校

### 館林市
- 館林高等看護学院

### 富岡市
- 富岡看護専門学校

## 私立専修学校

### 前橋市
- 群馬調理師専門学校
- 群馬県高等歯科衛生士学院
- 前橋文化服装専門学校
- 群馬法科ビジネス専門学校
- 群馬県理容専門学校
- 群馬県美容専門学校
- 東日本デザイン&コンピュータ専門学校
- 東日本ブライダル・ホテル・トラベル専門学校

- 中央スポーツ医療専門学校
- 中央情報経理専門学校
- 群馬社会福祉専門学校
- 前橋医療福祉専門学校
- 群馬日建工科専門学校
- 群ゼミALEX外語専門学校（休校中）
- 東日本製菓技術専門学校
- 前橋東看護学校

- フェリカ家づくり専門学校
- 東日本栄養医薬専門学校
- 中央動物看護専門学校
- 群馬動物専門学校
- 育英メディカル専門学校
- ウェディング・ホテル&ツーリズム専門学校
- 中央農業大学校
- NIPPONおもてなし専門学校

- 中央高等専修学校前橋校
- 前橋市医師会立前橋高等看護学院
- アーツ サウンド ビジュアル専門学校
- 国際産業技術専門学校
- ＮＩＰＰＯＮアントレプレナー専門学校
- 蒼羽藝術高等専修学校

### 高崎市
- 東日本調理師専門学校
- 高崎調理師専門学校（休校中）
- 高崎スクールオブビジネス（休校中）
- 高崎コンピュータ専門学校（休校中）
- 高崎歯科衛生専門学校
- 中央情報大学校
- 高崎ビューティモード専門学校
- 高崎動物専門学校
- 高崎総合医療センター附属高崎看護学校
- 専門学校高崎福祉医療カレッジ
- 高崎市医師会看護専門学校
- 大原スポーツ医療保育専門学校高崎校
- 大原ビジネス公務員専門学校高崎校
- 高崎情報ＩＴクリエイター専門学校
- 中央医療歯科専門学校高崎校

### 桐生市
- 群馬法科ビジネス専門学校桐生校
- 桐生市医師会立桐生高等看護学院
- 中央高等専修学校桐生校

### 伊勢崎市
- 伊勢崎美容専門学校
- 伊勢崎敬愛看護学院
- 群馬自動車大学校

### 太田市
- 太田情報商科専門学校
- 東群馬看護専門学校
- SUBARU健康保険組合太田高等看護学院
- 中央医療歯科専門学校
- 太田医療技術専門学校
- 太田動物専門学校
- 太田自動車大学校
- 太田工科専門学校

### 渋川市
- 渋川看護専門学校
- 群馬パース福祉専門学校

### 富岡市
- 富岡文化服装専門学校（休校中）

### 吾妻郡
- NIPPONおもてなし専門学校東京デュアラー校

### 邑楽郡
- 大泉保育福祉専門学校